# ارنی موریسون
ارنی موریسون (انگلیسی: Ernie Morrison؛ ‏ ۲۰ دسامبر ۱۹۱۲ – ۲۴ ژوئیهٔ ۱۹۸۹) بازیگر اهل ایالات متحده آمریکا بود.
از فیلم‌هایی که وی در آن نقش داشته‌است، می‌توان به تلفات جنگ!، دارودسته ما، پیاده شو و درستش کن، یک روز ناگوار، شماره تلفن، لطفاً؟، آتش‌نشانان و ارواح جن‌زده اشاره کرد.